# ヨリス・ファン・スコーテン
ヨリス・ファン・スコーテン（Joris van Schooten、1587年 - 1651年）はオランダ黄金時代に活動した画家である。

## 略歴
ライデンに生まれた。弟のフランス・ファン・スコーテン(Frans van Schooten: 1615 - 1660)は数学者で、ルネ・デカルトの代数幾何学の解説者として知られている。
アルノルト・ホウブラーケンのオランダ絵画黄金時代の画家たちの伝記『大劇場』にヨリス・ファン・スコーテンは取り上げられている。幼いころから絵の才能を示し、17歳からライデンの有名な肖像画家、ファン・デル・マース(Coenraad van der Maas)のもとで3年間学んだ。
デルフトでもしばらく修業し、デルフトの肖像画家、ミヒール・ファン・ミーレフェルト(1566 - 1641)らからも影響を受けた。当時のオランダの画家がイタリアで修業したが、ファン・スコーテンの両親はそれを止めて1617年に結婚させた。
ライデンの民兵隊(Schutterij)の肖像画などの依頼を受けたり、市庁舎の装飾画や教会の装飾画を描いた。
同時代に同姓の画家フロリス・ファン・スコーテンがいるが、両者が親戚であるとかいう関係は知られていない。

## 作品

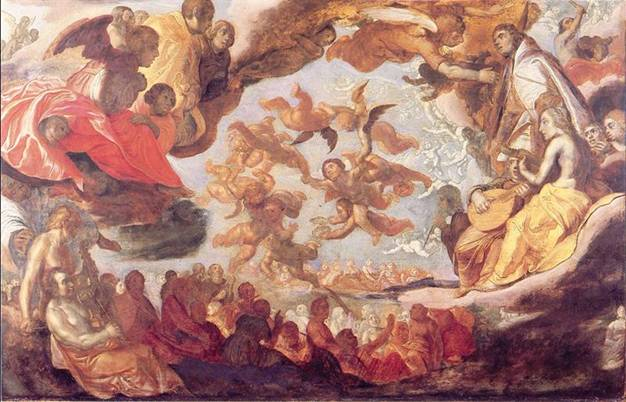
ライデン、Lutherse kerkの装飾画
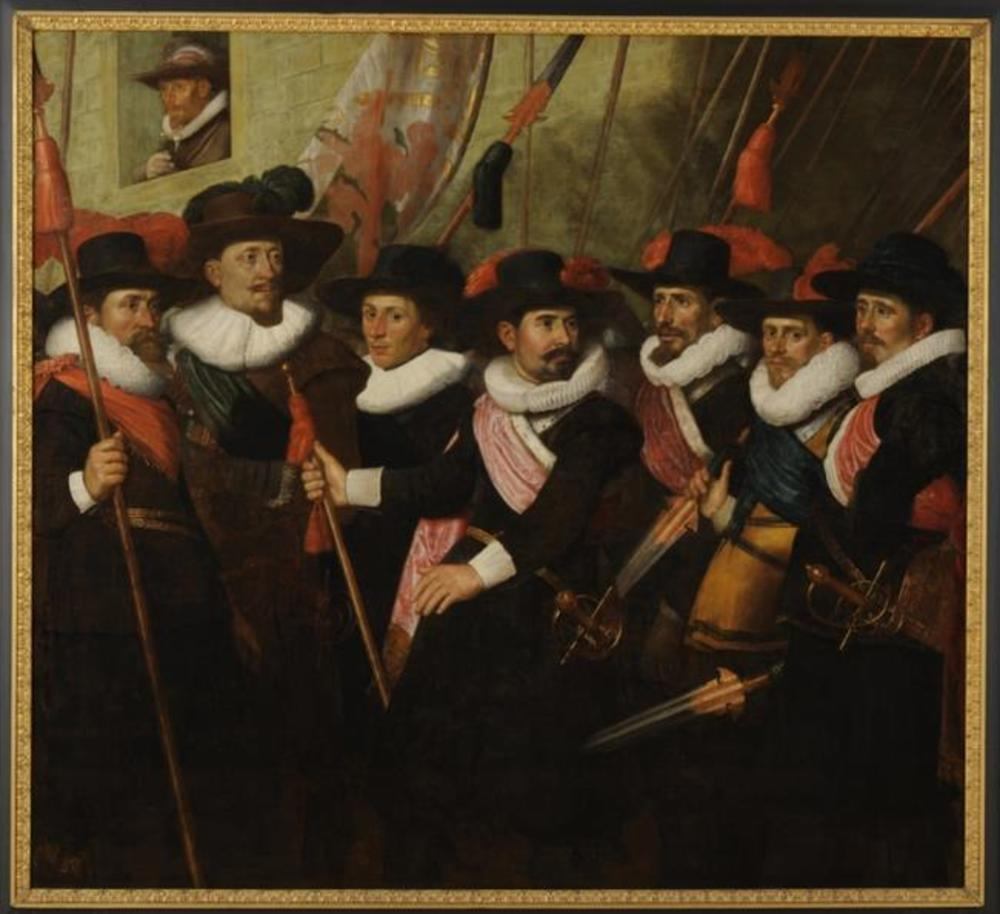
Johan van Banchem ら
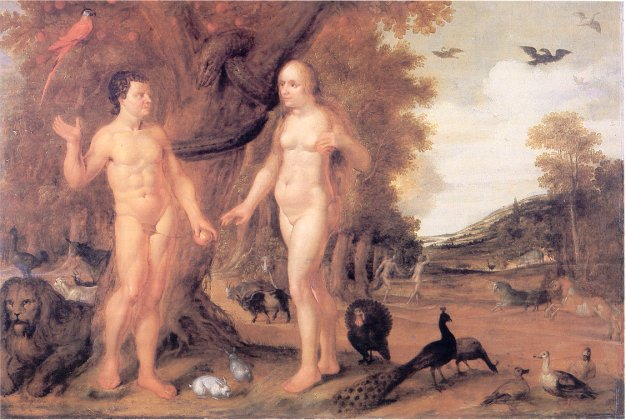
アダムとイブ